# 부퍼탈 시립무용단

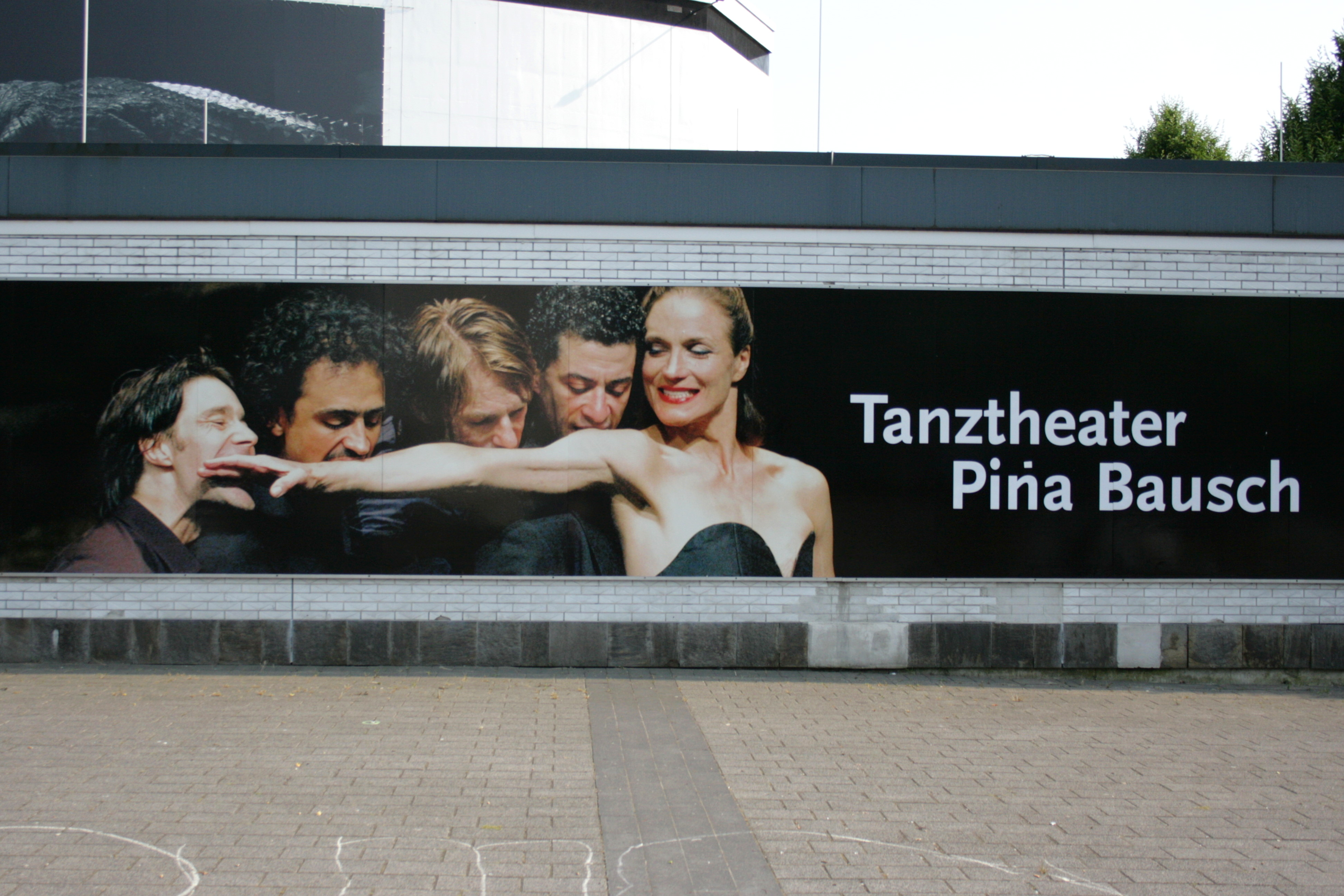

부퍼탈 시립무용단(Tanztheater Wuppertal) 또는 피나 바우쉬 무용단은 독일 부퍼탈의 현대무용단이다. 1976년부터 2009년까지 피나 바우쉬가 감독하였다.

## 개요
새로운 형식의 춤-연극을 도입했으며, 국제적으로 참고되고 있다.
2011년 기준으로 29명의 무용수와 약 15명의 직원으로 이루어져 있다. 1973년부터 여러 나라에서 온 450명의 무용수가 이곳을 거쳐 갔다.
레퍼토리로는 42개의 극이 있으며, 그 중 29개가 정기적으로 공연된다.